# 住吉博
住吉 博（すみよし ひろし、1935年〈昭和10年〉- ）は、日本の法学者。専門は、民事手続法（民事訴訟法・民事執行法・民事保全法）、司法書士の地位向上に関する研究。中央大学名誉教授。大宮法科大学院大学元学長。弁護士。

## 略歴
大阪府大阪市生まれ。1954年麻生塾工業高等学校卒業。中央大学法学部通信教育課程入学。その後、法学部政治学科通学課程に転籍。1962年中央大学法学部政治学科卒業。1964年司法修習終了。中央大学法学部助手。
1968年同法学部助教授。1975年同法学部教授。その後、1987年から1992年まで旧司法試験第二次試験考査委員も務めた。2004年中央大学定年退職。同名誉教授。同年、大宮法科大学院大学初代学長。2007年大宮法科大学院大学退職。

## 主著
- 『民事訴訟読本』（法学書院, 1973年）
- 『民事訴訟法』（櫻井孝一と共編　日本評論社 1980年）
- 『民事執行法入門』（法学書院，1980年）
- 『民事訴訟法・民事執行法（司法書士受験講座5）』（東京法経学院出版、1984年初版、1988年改訂版）
- 『司法書士訴訟の展望』（テイハン, 1985年）
- 『訴訟的救済と判決効』（弘文堂, 1985年）
- 『不動産登記と司法書士職能』（テイハン, 1986年）
- 『権利の保全 : 司法書士の役割』（法学書院, 1994年）
- 『民事訴訟法・民事執行法・民事保全法（司法書士受験講座5）』（東京法経学院出版, 1998年全訂版, 2003年全訂3版）

など、特に司法書士に関係する書籍を執筆。